# The Best Of 1984 - 2002
The Best Of 1984 - 2002 је трећи компилацијски албум соло каријере Младена Војичића Тифе, који је изашао 2002. године за издавачку кућу Music Star Production.

## Списак песама
| №   | Назив                          | Трајање |  |
| 1.  | Јави се                        |         |  |
| 2.  | Јер туга зна                   |         |  |
| 3.  | Плаве сестрице                 |         |  |
| 4.  | Није то љубав                  |         |  |
| 5.  | Цура као ти                    |         |  |
| 6.  | За Есму                        |         |  |
| 7.  | Мамурно јутро                  |         |  |
| 8.  | Бараба (дует са Елвиром Рахић) |         |  |
| 9.  | Дани без тебе                  |         |  |
| 10. | Заувијек твој                  |         |  |
| 11. | Свеједно је                    |         |  |
| 12. | Јер кад остариш                |         |  |
| 13. | Кише јесење                    |         |  |
| 14. | Зову ме моји анђели            |         |  |
| 15. | Грбавица                       |         |  |